# Sony Ericsson P990
Sony Ericsson P990 je pametni telefon, ki ga je izdelovalo podjetje Sony Ericsson, in je naslednik telefona Sony Ericsson P910. Aparat je poganjal operacijski sistem UIQ 3, ki temelji na Symbian OS 9.1. Aparat se je na tržišču pojavil konec julija 2006 v omejenih količinah, že naslednji mesec pa je prodaja stekla v polnem zagonu. P990 ima snemljivo telefonsko tipkovnico, ki se odpira navzdol, pod njo pa se nahaja tipkovnica QWERTY. Predhodnik, P910 je imel podoben sistem le, da se je tipkovnica QWERTY nahajala na drugi strani pokrovčka s telefonsko tipkovnico. Pri P990 lahko uporabnik s pomočjo vijakov in priloženega izvijača telefonsko tipkovnico po želji sname. 
P990 lahko podatke prenaša preko tehnologije UMTS (3G) ter preko trifrekvenčnega prenosa GSM. Videoklice se izvaja s pomočjo kamere VGA, nameščene na prednji del aparata. Zaslon, občutljiv na dotik, prikazuje 262.521 barv (18-bitna globina) in ima ločljivost 240x320 točk. Na zadnjem delu aparata se nahaja kamera ločljivosti 2.0 megapikslov z avtofokusom. Aparat ima vgrajen tudi FM/RDS radijski sprejemnik. P990 uporablja Nexperia PNX4008 ARM9 208 MHz Philipsov procesor. Zaslon je z 2,8 inči sicer nižji od predhodnika, vendar je zaradi večje širine po površini večji. Od predhodnika se loči tudi po vgrajeni brezžični anteni za povezavo v omrežje. Tako se lahko uporabnik preko Wi-Fi 802.11b povezuje v omrežja. 

## Težave
P990 je za delovanje uporabljal do takrat najnovejši operacijski sistem UIQ 3, ki je bil povsem nekompatibilen s programsko opremo, ki jo je Sony Ericsson uporabljal do takrat. Zaradi tega so morali vse aplikacije napisati na novo, posledično pa aparat ni imel na voljo toliko dodatnih aplikacij kot njegova predhodnika P900 in P910.
Največja težava pri novem aparatu je bila količina RAM-a, ki ga je imel aparat je 64 MB. Od tega je aparat za postavitev operacijskega sistema porabil 48MB. Tako je uporabniku ostalo na voljo le 16 MB pomnilnika, zaradi česar je aparat deloval počasi in se je večkrat nepričakovano ustavljal. Kaseneje so pri v podjetju posodobili firmware. Po posodobitvi se je OS zmanjšal za okoli 2 MB tako, da je uporabniku ostalo 17 MB prostega pomnilnika. Spremembe so bile opazne takoj po posodobitvi aparata.